# La Tropicale Amissa Bongo
La Tropicale Amissa Bongo, znany również jako Tour du Gabon – wieloetapowy wyścig kolarski rozgrywany w Gabonie. Należy do cyklu UCI Africa Tour z kategorią 2.1, będąc tym samym najbardziej prestiżowym wyścigiem wieloetapowym w Afryce.
Wyścig odbył się po raz pierwszy w 2006 z kategorią 2.2, a od 2008 ma kategorię 2.1. Pierwszym zwycięzcą został Fin Jussi Veikkanen, a najwięcej zwycięstw w klasyfikacji generalnej ma Anthony Charteau, który wygrał wyścig trzykrotnie.

## Zwycięzcy
Opracowano na podstawie:
| Rok  | Pierwsze           | Drugie              | Trzecie               |          |
| ---- | ------------------ | ------------------- | --------------------- | -------- |
| 2006 | Jussi Veikkanen    | Frédéric Guesdon    | Jewgienij Sokołow     |          |
| 2007 | Frédéric Guesdon   | Pierre Rolland      | Jussi Veikkanen       |          |
| 2008 | Lilian Jégou       | Yann Pivois         | Rony Martias          |          |
| 2009 | Matthieu Ladagnous | Filipe Cardoso      | Pierre Rolland        |          |
| 2010 | Anthony Charteau   | Ian McLeod          | Julien Loubet         |          |
| 2011 | Anthony Charteau   | Andy Cappelle       | Adil Jelloul          |          |
| 2012 | Anthony Charteau   | Meron Russom        | Adil Jelloul          |          |
| 2013 | Yohann Gène        | Soufiane Haddi      | Gaëtan Bille          |          |
| 2014 | Natnael Berhane    | Luis León Sánchez   | Egoitz García         |          |
| 2015 | Rafaâ Chtioui      | Giovanni Bernaudeau | Abdelkader Belmokhtar |          |
| 2016 | Adrien Petit       | Andrea Palini       | Anthony Delaplace     |          |
| 2017 | Yohann Gène        | Tesfom Okbamariam   | Nikodemus Holler      |          |
| 2018 | Joseph Areruya     | Nikodemus Holler    | Damien Gaudin         |          |
| 2019 | Niccolò Bonifazio  | Lorrenzo Manzin     | André Greipel         |          |
| 2020 | Jordan Levasseur   | Natnael Tesfatsion  | Emmanuel Morin        |          |
| 2021 | odwołany           | odwołany            | odwołany              | odwołany |
| 2022 | odwołany           | odwołany            | odwołany              | odwołany |
| 2023 | Geoffrey Soupe     | Hamza Amari         | Christopher Lagane    |          |